# Монако на летних Олимпийских играх 2008
Монако на летних Олимпийских играх 2008 была представлена Олимпийским комитетом Монако (ОКМ).

## Результаты соревнований

### Академическая гребля
В следующий раунд из каждого заезда проходили несколько лучших экипажей (в зависимости от дисциплины). В финал A выходили 6 сильнейших экипажей, остальные разыгрывали места в утешительных финалах B-F.
Мужчины
| Соревнование | Спортсмены     | Предварительный заезд | Предварительный заезд | Предварительный заезд | Отборочный заезд | Отборочный заезд | Отборочный заезд | Четвертьфинал | Четвертьфинал | Четвертьфинал | Полуфинал     | Полуфинал     | Полуфинал     | Финал   | Финал   | Итоговое место |
| Соревнование | Спортсмены     | Заезд                 | Время                 | Место                 | Заезд            | Время            | Место            | Заезд         | Время         | Место         | Заезд         | Время         | Место         | Время   | Место   | Итоговое место |
| ------------ | -------------- | --------------------- | --------------------- | --------------------- | ---------------- | ---------------- | ---------------- | ------------- | ------------- | ------------- | ------------- | ------------- | ------------- | ------- | ------- | -------------- |
| одиночки     | Матиас Реймонд | 4                     | 7:51,69               | 4 Q                   | Не проводится    | Не проводится    | Не проводится    | 1             | 7:11,66       | 5             | Полуфинал C/D | Полуфинал C/D | Полуфинал C/D | Финал D | Финал D | 22             |
| одиночки     | Матиас Реймонд | 4                     | 7:51,69               | 4 Q                   | Не проводится    | Не проводится    | Не проводится    | 1             | 7:11,66       | 5             | 2             | 7:33,06       | 5             | 7:14,27 | 4       | 22             |

### Дзюдо
- Ян Сиккарди

Проиграл в первом раунде представителю Британии  Крейгу Фэллону.

### Лёгкая атлетика
- Себастьян Гаттусо

Участвовал в соревнованиях по бегу на 100 метров. В отборочных забегах показал время 10,70 секунд и занял 6 место, что не позволило ему пройти в полуфинал соревнования.

### Стрельба
| Спортсмен      | Серии | Серии | Серии | Серии | Всего | Место |
| Спортсмен      | 1     | 2     | 3     | 4     | Всего | Место |
| -------------- | ----- | ----- | ----- | ----- | ----- | ----- |
| Фабьен Пасетти | 94    | 98    | 98    | 97    | 387   | 41    |

### Тяжёлая атлетика
| Спортсмен      | Масса | Рывок | Рывок | Рывок | Толчок | Толчок | Толчок | Всего | Место |
| Спортсмен      | Масса | 1     | 2     | 3     | 1      | 2      | 3      | Всего | Место |
| -------------- | ----- | ----- | ----- | ----- | ------ | ------ | ------ | ----- | ----- |
| Ромэн Марченсу | 75.53 | 105   | 110   | 115   | 135    | 140    | 145    | 250   | 24    |